# SKA'SH ONIONS
SKA'SH ONIONS（スカッシュオニオンズ）は、日本の7人組ブラス・ロック・スカバンド。レーベルB.I.C.Records・事務所Office Corleoneに2010年末まで在籍（フォークユニットのケイタクとは事務所の後輩にあたる）。　スカオニの略称で親しまれ、現在は独自路線で福岡を中心に活躍中。

## 概要・来歴
2001年結成の九州No.1 BRASS x ROCK x SKA BAND。メンバーチェンジを繰り返しながらも、多くのインディーズ、メジャーアーティストとの共演を果たす。
SUNSET LIVE 2004〜2006に3年連続出演、福岡レゲエ魂出演をはじめ、数多くの夏Fes.に出演。2005年を皮切りに韓国TOUR、韓国ワンマンライブを敢行。2006年夏には、韓国最大級の野外Fes.国際ロックフェスティバルに出演。2007年Debut Album 「SKANKIN' ROCCA RHYTHM」をRelease。2008年2nd Album 「Life Time Hacker」をRelease。2010年3rd Album 「Ladrop」をRelease。
LIVE遠征に行くと、なにかと交通トラブル（ガス欠、高速走行中にパンク、etc）に見舞われるのは、もはやデフォである。

## メンバー
- JUN（じゅん　11月24日生まれ）
  - ボーカル・トランペット担当。血液型はA型。福岡県出身。
- YO★KO（ようこ　2月2日生まれ）
  - トロンボーン担当。血液型はB型。山口県出身。
- ヒトミ（ひとみ　7月12日生まれ）　
  - アルトサックス担当。血液型はB型。熊本県出身。
- Kタロー（こうたろう 2月15日生まれ）　
  - テナーサックス担当。血液型はA型。鹿児島県出身。
- ケン（けん　3月24日生まれ）
  - ギター担当。血液型はB型。大分県出身。
- ゆ～すけ（ゆうすけ　1月21日生まれ）
  - ボーカル・ベース担当。血液型はA型。大分県出身。
- 福田（ふくだ　9月21日生まれ）
  - ドラムス担当。血液型はA型。大分県出身。

## ディスコグラフィ

### アルバム
1. SKANKIN' ROCCA RHYTHM（2007/7/18 ・BDCU-1006 ）
  - Hurry up !：専門学校メトロコンピュータカレッジCMソング
2. Life Time Hacker（2008/7/23 ・BDCU-1014 ）
3. Ladrop（2010/10/27・BDCU-1018 ）
  - いつでも：大分日本文理大学CMソング
  - ride the crest of sound ：2010年キャナルシティ博多・夏のバーゲンCMソング

### シングル
1. 福岡レゲエ魂PROJECT 【Windsurf Orchestra／RIFF】SKA'SH ONIONS featuring KC,Fat Smith,Danger-Shu from CHOMORANMA（2007/9/19 ・BDCU-1009）

## メディア

### ラジオ
- 毎週土曜日：【SKA'SH ONIONS のLife Time Sector】 23:00～23:30（2009年1月～2010年12月 LOVE FMにて放送）

### 過去のＴＶレギュラー出演
- MTM（RKB毎日放送、MBS毎日放送）